# 훌리오 데폴라
훌리오 세자르 데폴라(Julio Cesar DePaula, 1982년 12월 31일 ~ )는 도미니카 공화국의 야구 선수이자, 멕시칸 리그 전 리엘레로스 데 아구아스칼리엔테스의 선수이다.
2009년 12월 10일 KBO 리그 한화 이글스와 입단 계약을 체결했다.

## 미국 프로 야구 시절
1999년 미네소타 트윈스와 아마추어 자유계약선수 자격으로 입단계약을 체결했다. 2007년 5월 16일 제이콥스 필드 클리블랜드 인디언스와의 원정경기에서 8회말 팀의 4번째 투수로 나오면서 메이저 리그 첫 등판 경기를 갖는다. 이후 주로 구원투수로 활동하면서 결국 2007년 시즌 총 16경기에 출장해서 20이닝을 투구했다.
2008년 시즌은 미네소타 산하 마이너 리그 팀인 로체스터 레드윙스에서 활약했고, 시즌 종료 후 자유계약선수가 됐다.
2009년 1월 6일 탬파베이 레이스와 마이너 리그 계약을 체결하고 산하 마이너 리그 팀인 레드불스에서 활동했다. 2009년 시즌 마이너 리그 팀에서 총 48경기에 출장, 79이닝 투구하여 2승 3패 1세이브, 평균 자책 3.87을 기록했다.

## 한국 프로 야구 시절
2009년 12월 10일 한국 프로 야구 한화 이글스와 입단 계약을 체결하였다. 개막 전 양훈의 제구난으로 잠시 마무리 투수로 활동한 후, 양훈이 1군에 올라오자 선발로 전환했다. 선발 첫 등판에는 5월 19일 두산 베어스전 3.1/3이닝 3자책 3실점 볼넷4를 냈고 첫 선발 승리로는 5월 26일 넥센 히어로즈전 5.1이닝 3실점(3자책)을 하면서 선발 첫승리를 했다. 2011년에는 선발진에 있었으나 부진하면서 한대화 감독에 의해 선발투수에서 중간계투로 나갔고 중간계투에서 활약했지만 별다를바 없는 모습과 부진한 성적으로 방출이 되었다. 그의 대체 선수로는 롯데에서 뛰었던 카림 가르시아가 영입되었다.

## 통산기록

### 메이저 리그
| 연도 | 나이  | 소속팀   | 승 | 패 | 승률  | 평균자책 | 경기 | 선발 | 마무리 | 완투 | 완봉 | 세 | 이닝 | 피안타 | 실점 | 자책점 | 피홈런 | 볼넷 | 고의 사구 | 삼진 | 몸에 맞는 볼 | 보크 | 폭투 |
| ---- | ----- | -------- | -- | -- | ----- | -------- | ---- | ---- | ------ | ---- | ---- | -- | ---- | ------ | ---- | ------ | ------ | ---- | --------- | ---- | ------------ | ---- | ---- |
| 2007 | 24    | 미네소타 | 0  | 1  | 0.000 | 8.55     | 16   | 0    | 7      | 0    | 0    | 0  | 20   | 30     | 20   | 19     | 5      | 10   | 1         | 8    | 3            | 0    | 0    |
| 통산 | 1시즌 | 1시즌    | 0  | 1  | 0.000 | 8.55     | 16   | 0    | 7      | 0    | 0    | 0  | 20   | 30     | 20   | 19     | 5      | 10   | 1         | 8    | 3            | 0    | 0    |

## 참조
1. ↑  한화 ML 출신 우완 광속구 투수 2명 영입[깨진 링크(과거 내용 찾기)] 《이데일리》, 2009년 12월 10일 작성

## 같이 보기
- 호세 카페얀